# حركة سواديشي

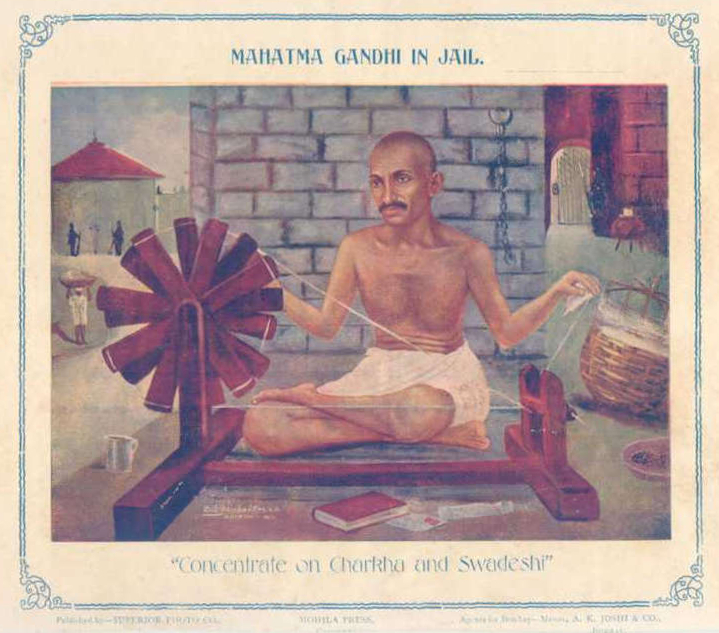

حركة سواديشي هي جزء من حركة الاستقلال الهندية وتطور القومية الهندية، وكانت سياسة اقتصادية تهدف إلى إزالة الإمبراطورية البريطانية من السلطة وتحسين الشروط الاقتصادية في الهند من خلال اتباع مبادئ سواديشي والتي آتت بعض النجاح. تضمنت استراتيجيات حركة سواديشي مقاطعة المنتجات البريطانية وإعادة إحياء المنتجات المحلية وعمليات الصناعة والإنتاج. يرى إل. إم. بول أن هناك 5 مراحل رئيسية لحركة سواديشي:
- من 1850 حتى 1904: التي قادها أشخاص مثل دادابهاي ناوروجي وجوكالي ورانادي وتيلاك وجي في جوشي وباسوات كي نيجوني، تعرف هذه المرحلة باسم حركة سواديشي الأولى.
- 1905 حتى 1917: بسبب قرار تجزئة البنغال الصادر عن اللورد كورزون.
- 1918 حتى 1947: تمت إعادة صياغة فكر حركة سواديشي من قبل غاندي، بالترافق مع صعود الصناعيين الهنود.
- 1948 حتى 1991: قيود منتشرة على التجارة الدولية والداخلية، أصبحت الهند معقل التكنلوجيا منتهية الصلاحية في عهد قوانين الترخيص البيروقراطية.
- من 1991 فصاعداً: التحرير والخصخصة والعولمة، رأس المال الأجنبي والتقنيات الأجنبية والكثير من البضائع الخارجية لم تعد محظورة، كما أن نهج النمو المعتمد على الصادرات أنتج الثورة الصناعية الحديثة.

بدأت حركة سواديشي بتقسيم البنغال من قبل اللورد كورزون نائب الملكة المسؤول عن الهند في عام 1905 واستمرت حتى عام 1911، وكانت أكثر الحركات نجاحاً في فترة ما قبل غاندي. وكان قادتها الرئيسيون أوروبيندو غوش ولوكمانيا بال غانغادار تيلاك وبيبين تشاندرا بال ولالا لاجبات راي وفي أو تشادامبارام بيلاي وبابو جينو. كانت السواديشي كاستراتيجية اهتماماً أساسياً للمهاتما غاندي الذي وصفها بأنها روح السواراج (حكم الذات). كانت حركة السواديشي بأقوى أحوالها في البنغال وكانت تدعى أيضاً باسم حركة فانديماتارام.

## خلفية تاريخية
يعود الفضل في البدء بحركة سواديشي إلى بابا رام سينغ كوكا من طائفة نامداري السيخية، والتي تصاعدت حركاتها الثورية في الفترة بين عامي 1871 و1872. تم الإيعاز إلى النامداريين من قبل بابا رام سينغ بارتداء الملابس محلية الصنع فقط ومقاطعة البضائع الأجنبية، كما حل النامداريون مشاكلهم في المحاكم الشعبية المحلية متجنبين السلطات القضائية والمحاكم البريطانية بشكل كامل. إلى جانب ذلك قاطع النامداريون النظام التعليمي البريطاني إذ أمر بابا رام سينغ بمنع الأطفال من الدراسة في المدارس البريطانية، وذلك من ضمن التدابير والإجراءات العديدة التي قام بها.

## حركة سواديشي
أصبح مقترح تقسيم البنغال معروفاً لعامة الشعب في عام 1905. وتبعته موجة استياء واحتجاجات مباشرة وعفوية على امتداد مساحة البنغال. طلب اللورد كوزرون من الملكة فكتوريا فصل البنغال لأنهم كانوا خائفين من أن المسلمين والهندوس قد يقومون ببدء حرب فيما بينهم إذا تم جمعهم سوية، تم عقد 500 اجتماع في البنغال الشرقية لوحدها، كما تم نشر 50 ألف نسخة من المناشير المتضمنة انتقادات مفصلة للتقسيم، تتسم هذه المرحلة بأساليب احتجاج معتدلة مثل توقيع العريضات والاجتماعات العامة والحملات الإعلامية من أجل تحويل الرأي العام في الهند كما في بريطانيا ضد هذا القرار.
تضمنت هذه الحملة أيضاً مقاطعة البضائع البريطانية ورمي الملابس الغربية في النار بشكل علني. ومن أجل إعلام السلطات البريطانية بمدى امتعاض الهنود من تقسيم البنغال قرر قادة الحركة المضادة للتقسيم استعمال البضائع الهندية فقط ومقاطعة البضائع البريطانية، كما اجتمع المواطنون على مفارق الطرق وأحرقوا الملابس المستوردة التي امتلكوها، واعتصموا أمام المحلات التي تبيع البضائع المستوردة وتمت مقاطعة السكر المستورد، قرر السكان استخدام الأشياء المصنوعة في الهند فقط وتمت دعوة هذه الحركة باسم حركة سواديشي.
تعود حركة سواديشي بجذورها إلى الحركة المعادية للتقسيم التي بدأت لمعارضة قرار بريطانيا بتقسيم البنغال، لم يكن هناك شك حول كون البنغال ذات التعداد السكاني البالغ 70 مليون نسمة قد أصبحت بالتأكيد غير عملية من الناحية الإدارية، على الرغم من ذلك لم يكن هناك مجال لإنكار كون الدافع الرئيسي وراء قرار تقسيم البنغال سياسياً، بينما كانت القومية الهندية تزداد قوة، كان من المتوقع أن يساعد التقسيم على إضعاف ما كان يعتبر مركزاً للقومية الهندية.
بالرغم من كون التقسيم دخل حيز التنفيذ عام 1905، إلا أن اقتراحات التقسيم كانت موضوعة على الطاولة للنقاش منذ عام 1903، وبالتالي منذ عام 1903 كانت الأرضية لإطلاق حركة سواديشي قيد التحضير. وعلى الصعيد الرسمي قال ريسلي وزير الداخلية في الحكومة الهندية: «بنغال الموحدة تمثل قوة، بنغال المقسمة سوف تتجه في اتجاهات متضاربة».
كان من المقرر لقرار تقسيم البلاد أن يقيد تأثير البنغال ليس فقط من خلال وضع البنغاليين تحت إدارتين مختلفتين، بل من خلال تقليصهم إلى أقلية في البنغال ذاتها، في الاقتراح الجديد كانت دولة البنغال تحوي 17 مليون بنغالي و37 مليون من المتحدثين باللغة الهندية والأوريا. بالإضافة إلى ذلك كان من المقدر لقرار التقسيم أن يمهد لنوع آخر من التقسيم، هذه المرة على الصعيد الديني أي بين المسلمين والهندوس، أما القوميون الهنود فقد لاحظوا التصميم وراء قرار التقسيم وأدانوه بالإجماع، بذلك كانت بداية حركة معارضة التقسيم والسواديشي.

### طبيعة حركة السواديشي
تبنى البنغاليون حركة المقاطعة كخيار أخير بعد استهلاك ذخيرتهم من الخيارات القانونية، خصوصاً التظاهرات الاحتجاجية والعرائض وطلبات الالتماس والمؤتمرات الهادفة إلى إقناع البريطانيين بقبول المطلب الشعبي الجماعي.
كان المفهوم الأساسي للمقاطعة اقتصادياً بشكل أساسي، فقد حمل هدفين مختلفين لكنهما متآزران، الهدف الأول كان الضغط على المجتمع البريطاني من خلال الخسائر المادية التي سوف يعانونها من خلال المقاطعة الهندية للبضائع البريطانية، وتحديداً البضائع القطنية من مانشستر والتي مثلت البنغال أكبر أسواقها في الهند، ثانياً كانت المقاطعة تعتبر ضرورية من أجل إعادة إحياء الصناعة المحلية التي كانت في بداية عهدها ولم يكن بإمكانها النمو في مواجهة المنافسة الحرة مع البضائع الأجنبية للدول ذات الصناعات المتطورة.
كما المقاطعة، كانت حركة السواديشي كإجراء اقتصادي بشكل أساسي من أجل إحياء الصناعة الهندية فكرة ليست جديدة بالكامل، إذ تمت الدعوة إليها من قبل عدد من الشخصيات البارزة في القرن التاسع عشر، مثل غوبال هاري ديشموك المعروف باسم لواهيتاوادي بومباي وداياناند ساراسواتي مؤسس آريا ساماج وبولاناث تشاندرا من كلكتا، لكن البذور التي غرسوها لم تنم حتى أصبحت التربة خصبة من خلال الإرادة الغاضبة للشعب الموحد التي تفاقمت إلى حد لا يمكن وصفه، من أجل إنتاج السلاحين التوأمين من المقاطعة والسواديشي بهدف إلغاء الظلم الكبير الذي لحق بهم من قبل الحكومة المتغطرسة المتجاهلة لصوت الشعب.
في وقت لاحق، تراجعت المقاطعة الاقتصادية مع مرور الوقت وتطورت إلى فكرة شاملة من عدم التعاون مع البريطانيين في جميع المجالات هدفت إلى إعادة بناء البلاد مع هدف بعيد هو الحرية التامة التي بدأت تلوح واضحة في أنظار الفئة المتطورة. وبشكل مشابه نمت فكرة السواديشي لتتجاوز المفهوم الأساسي من تشجيع الصناعة المحلية الهندية.

### السواديشي والمقاطعة الاجتماعية
النقاط الرئيسية هي: كانت المقاطعة الاجتماعية نتيجة حركة السواديشي الاقتصادية، ودعي إليها كردة فعل ضد الإجراءات القمعية للحكومة. كانت المقاطعة الاجتماعية سلاحاً شديد الفعالية، إذ تعرض كل من حاول بيع أو شراء البضائع الأجنبية أو تعاون مع الحكومة في أي إجراء معاد لحركة سواديشي إلى درجات متباينة من الإذلال الاجتماعي، ومن المؤكد أن هذه العدائية الاجتماعية كان لتجلب التعاسة إلى أي شخص، حتى أن الحكومة لم تكن قادرة على مساعدة من يقع ضحية المقاطعة الاجتماعية.
لكن هذا الشكل من المقاطعة السلمية لم يكن الشكل الوحيد من العقاب، ففي بعض الأحيان كان ’المتواطئ’ يتعرض إلى خسائر مادية كبيرة، بالإضافة إلى أذى جسدي أو نفسي بالغين.